# Arquegoni

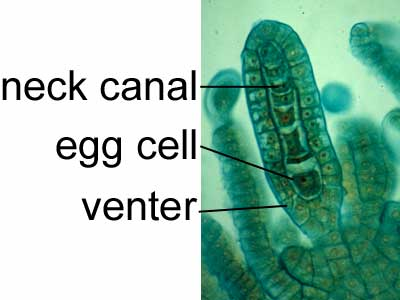
Diagrama de l'anatomia de l'arquegoni a Physcomitrella patens

Un arquegoni (en llatí i altres llengües:Archegonium plural: archegonia), el nom deriva del grec ἀρχή ("començament") i γόνος ("criar"), és una estructura pluricel·lular de la fase de gametòfit de certes plantes que produeix i conté òvuls o sigui gàmetes femella. L'arquegoni té un coll llarg i una base inflada. Els arquegonis estan típicament ubicats a la superfície del tal·lus de la planta.
A la molsa Physcomitrella patens, els arquegonis estan a dalt del gametòfor foliós.
L'òrgan masculí corresponent es diu anteridi.